# Víctor Mirecki Larramat
Víctor Alexander Marie Mirecki Larramat (Tarbes, 21 de julio de 1847-Madrid, 7 de abril de 1921) fue un violonchelista y profesor de música español de origen franco-polaco.

## Introducción
La vida de Víctor Mirecki es un ejemplo del concertista polifacético de finales del siglo XIX y principios del XX. Hombre de mundo, con un gran abanico en sus relaciones sociales y culturales, fue reconocido como uno de los genios del violonchelo, tanto en su faceta de intérprete, como de divulgador de la música de cámara y pedagogo. Su labor junto a Jesús de Monasterio en la Sociedad de Cuartetos de Madrid fue un acicate para el ambiente musical español de la época, promocionando la música de cámara europea contemporánea y posibilitando la difusión de obras de los emergentes genios de la música española, entre los que destaca Manuel de Falla.
Su dedicación a la enseñanza de su instrumento en la Escuela Nacional de Música, luego Real Conservatorio Superior de Música de Madrid, fue importantísima al traer las innovadoras técnicas violonchelísticas del belga Adrien François Servais y del francés Auguste Franchomme, inaugurando la magnífica escuela española de violonchelistas: entre sus discípulos destacarían posteriormente Alejandro Ruiz de Tejada, Agustín Rubio, Juan Ruiz Casaux y Pablo Casals.

## Infancia y juventud en Francia
Hijo del conde polaco Aleksander Mirecki y de Marie Zelinne Larramat, pasa su primera infancia en un notable ambiente musical. Su padre, mariscal y héroe de la Revolución Polaca de 1830-1831 contra Rusia, se había refugiado en la Francia de Luis Felipe de Orleans y, tras una estancia parisina, se había trasladado a Tarbes, en donde enseñaba violín. Allí nacen sus tres hijos, Maurice, Víctor y Françoise, que terminarían todos dedicados a la música. En 1857, a los diez años de edad, el pequeño Víctor se traslada con su familia a Burdeos, ciudad en la cual su padre pasó a ocupar la cátedra de violín del Conservatorio. Allí inicia estudios para la carrera militar en el Liceo.
En abril de 1862 el violonchelista Adrien François Servais y el violinista Henri Vieuxtemps realizaron una gira por la ciudad y fueron acogidos en la casa de los Mirecki. El joven Víctor, impresionado por la interpretación de estos maestros, se dedica durante dos años a la práctica del instrumento, junto con su hermano Maurice y bajo la supervisión de su padre. Sus dotes naturales eran sobresalientes, y, con solo diecisiete años de edad, tocó como solista en un concierto público en el Conservatorio bordelés, en marzo de 1864, en presencia del gran Servais. El éxito obtenido por el joven Víctor fue tal que el violonchelista belga convenció al profesor Aleksander Mirecki para que dejara al pequeño dedicarse por completo al chelo y abandonar los estudios militares. 
Sus estudios en Burdeos terminan con la obtención del primer premio y la medalla de honor del Conservatorio, y la concesión de una beca extraordinaria para continuar sus estudios en París. En 1865 comienza sus estudios de perfeccionamiento en el Conservatorio Imperial, siendo alumno destacado de Auguste Franchomme y, al año siguiente, se traslada a Halle, al entierro de su mentor Servais. Su periodo de formación parisino concluye con la obtención del premio de honor del Conservatorio Imperial de Música y Declamación, el 6 de agosto de 1868, superando a su condiscípulo, el también violonchelista y futuro sucesor del maestro Auguste Franchomme, Jules Delsart. Durante el tiempo de su formación, debido a la escasa cuantía de la beca que disfrutaba, y con la ayuda de su padre y de su maestro, trabajó asiduamente en las orquestas de los diversos teatros parisinos, entrando en contacto con los grandes compositores e intérpretes de la época, que pasaban obligadamente por París: su íntima amistad con Pablo Sarasate, Édouard Lalo, Camille Saint-Saëns y Jules Massenet.
Con solo dieciocho años es contratado como violonchelo primero en la orquesta del Teatro Lírico del Conservatorio Imperial. Allí debutó como chelo solista en el estreno del Fausto de Charles Gounod. También participa como solista en la Sociedad de Conciertos Clásicos de Pasdeloup, mientras actuaba en las sociedades filarmónicas de Lyon, Burdeos, Valenciennes, Poitiers, Lille y Pau, entre otras. 
A partir de 1869 abandona todas estas ocupaciones para dedicarse de lleno a su carrera de solista, realizando giras por Francia, Inglaterra, Bélgica y España. La gran fama de calidad interpretativa que le acompañaba, hizo de él concertista habitual en las sesiones de música de la emperatriz Eugenia de Montijo y en los palacios de las reinas exiliadas españolas, María Cristina de Borbón e Isabel II, donde había sido introducido por su amigo Sarasate. Su primera gira española la realizaría por indicación de Isabel II en 1870, y el fracaso de la guerra Franco-Prusiana le sorprende en San Sebastián. Desde allí se traslada a Madrid, donde fija definitivamente su residencia.

## Asentamiento en España
Sus intenciones de afincarse definitivamente en Madrid se resuelven al año siguiente. A fin de 1870 la Sociedad de Conciertos de Madrid convoca una oposición para cubrir plazas vacantes, y Víctor Mirecki obtiene con facilidad la de violonchelo primero, e ingresa en la orquesta madrileña el 11 de febrero de 1871. Muchos de sus compañeros eran viejos conocidos de París, y reclaman de sus amistades francesas la posibilidad de obtener una renovación del repertorio con la nueva música sinfónica proveniente de Francia y Alemania. Esta labor la desarrolla con la cooperación inestimable de su íntimo Mariano Vázquez Gómez, director musical del Teatro Real de Madrid, a quien propondría como director de la Sociedad en 1876. Su consagración como solista en el ambiente musical madrileño, ante el gran público, llega en el verano de 1872, cuando interpreta en una actuación de la orquesta de la Sociedad de Conciertos, bajo la dirección de Juan Bautista Dalmau una Fantasía obligada de chello basada en el tema principal de La fille du régiment de Donizetti, arreglo de su antiguo maestro Servais. De este último también interpretaría, el 29 de agosto de 1874, la fantasía para violonchelo Recuerdos de Suiza, con la que obtuvo un resonante éxito. Su periodo más fructífero con esta orquesta lo desarrolla bajo la batuta de su amigo Mariano Vázquez, pero abandona la organización el 14 de noviembre de 1884, tras la dimisión de Vázquez como director. Su amor a la música de cámara le hace participar asiduamente, durante los años 1873 y 1874, con la Sociedad Filarmónica de Madrid en diversos ciclos dedicados a este género, actuando también como solista.
Animado por Sarasate prepara en 1874 una gira europea, que le llevaría a Lisboa, Londres y París, pero la cancela momentáneamente al ser convocada la oposición a la cátedra de violonchelo, recién creada en la Escuela Nacional de Música madrileña. El concurso se aplaza por razones administrativas, y este hecho le permite realizar la proyectada gira, en la que logra un clamoroso éxito en las tres capitales europeas: las autoridades portuguesas le nombran comendador de la Orden de Nuestra Señora de la Concepción de Villaviciosa. Su fama en Portugal termina alcanzando cotas inusitadas para un músico, y le es concedida la mayor distinción del reino a un extranjero, siendo nombrado caballero de la Orden de Cristo.
De regreso a la Corte española, se celebra la oposición a la cátedra de violonchelo, plaza que gana con la unanimidad del tribunal. En esta ocasión presenta una memoria sobre la historia de la enseñanza del violonchelo y detalla su método didáctico, que sería la base sobre la que se desarrollaría la moderna escuela violonchelística madrileña y que se guarda en la Biblioteca del Real Conservatorio Superior de Música de Madrid. El 23 de noviembre de 1874 es hecho público su nombramiento y toma posesión de la plaza al día siguiente. Este hecho le permite simultanear sus actividades como concertista con la enseñanza y le da una estabilidad económica que le permite plantearse su vida con más claridad.

## Conservador de los Stradivarius de Madrid
La Restauración borbónica de 1874 en la persona de Alfonso XII le abre las puertas de Palacio. Viejo conocido del rey, que le había escuchado años antes en las sesiones musicales que se celebraban en el palacio parisino de su madre, éste se interesa por su ingreso en la Capilla Real, y Víctor Mirecki ocupa la plaza de violonchelo tras un examen privado, que consistió en un pequeño concierto de solista ante la Corte. De la misma manera ingresa en la orquesta del Teatro Real.
Pero el trabajo más importante del que es encargado es el cuidado y mantenimiento de la colección de Stradivarius conservada en la Sala de Música del Palacio Real de Madrid. Este grupo de instrumentos es el mayor grupo conservado en unidad hasta nuestros días. En aquel tiempo estaba constituido por dos violines y dos violonchelos, ya que la viola había sido sustraída por José Bonaparte durante la Guerra de la Independencia y no sería recuperada hasta 1951 por Juan Ruiz Casaux.
Cuando Víctor Mirecki se hace cargo de la colección, los instrumentos se hallan en estado precario, mal guardados, sometidos a ambientes de humedad y temperatura inadecuados, y con reparaciones previas que dañaban gravemente su sonoridad. Su experiencia previa con el chelo Stradivarius de su antiguo maestro Servais, le hacen más patente el lamentable estado de las instrumentos de Palacio. Tras repetidas solicitudes infructuosas a la Capellanía, apela a la reina María Cristina quien, por fin, en 1889, permite a Mirecki trasladarse con uno de los chelos –en estado deplorable– a París para que sea restaurado el mástil, el clavijero y la caja en los talleres del maestro lutier Jean Baptiste Collin-Mezin, quizá el mejor fabricante de instrumentos de cuerda del momento. La última restauración de los instrumentos estaba datada entre los años 1770 y 1790 aproximadamente, y luego habían sido sometidos a numerosos retoques que les habían hecho perder calidad de sonido. Por su consejo, se estableció un protocolo de conservación, estableciendo que fueran afinados y hechos sonar todas las semanas, para asegurar su mantenimiento óptimo y localizar las posibles deficiencias que pudieran sufrir. En esta época, la viola se sustituye en el quinteto real por una Amati, también de la colección de Palacio. En este importantísimo puesto para el patrimonio musical sería sucedido por su discípulo Juan Ruiz Casaux, quien recuperaría la viola y organizaría definitivamente el sistema de conservación de la colección, única en el mundo.

## Madurez y promoción musical
Tras haber obtenido la cátedra madrileña de violonchelo y su entrada en la Corte de Alfonso XII, comienza su estabilización en Madrid. Casado con la María Luisa Bach, hija del anticuario de la Corte, sus residencias madrileñas de la plaza de Oriente y luego de la calle Recoletos se convierten en paso obligado para muchos músicos extranjeros de paso por Madrid, y para gran parte del ambiente musical madrileño. Íntimo amigo de Tomás Bretón, Pablo Sarasate y Jesús de Monasterio, ingresa en la Sociedad de Cuartetos de Madrid, dirigida por este último, en sustitución de Ramón Rodríguez Castellano, y se dedica a su pasión por la música de cámara, aportando sus conocimientos y contactos con el ambiente musical francés. Su debut con el grupo es el 5 de diciembre de 1875. La relación con Monasterio se hace muy estrecha, ya que los dos son compañeros en el Conservatorio de Madrid, y el gran violinista le dedica en 1874 su Melodía para violín o violonchelo y piano estrenada el 1 de marzo de 1875 con el título de Romanza para violonchelo. Tras muchas peticiones del público, la Sociedad de Cuartetos comienza a programar obras para violonchelo y piano, a partir de la temporada 1881-1882, en los que actúa con los pianistas Juan María Guelbenzu y André Chevallier. En 1883 interviene como solista en el gran acontecimiento musical del año, la inauguración de la Sala Zozaya, el 16 de abril, con un éxito clamoroso. 
En 1887 recibe una llamada de su hermano Maurice desde París, donde había quedado vacante la cátedra de violonchelo a la muerte de Franchomme, y la dirección del Conservatorio de París había decidido ofrecerle la plaza sin oposición. Mirecki renuncia a ese cargo por no abandonar sus puestos en Madrid, y, sobre todo, por el valor que da al trabajo didáctico y de promoción musical que está realizando. Las autoridades francesas, en compensación a su labor, le nombran Oficial de la Academia francesa de Bellas Artes, sección de Arte Musical –en la que ingresa el 14 de julio de 1889–, y, al año siguiente, caballero de la Legión de Honor. 
Durante estos años, la Corte española le colma también con los mayores honores, ya que fue nombrado comendador de número de la Orden de Carlos III y caballero de la Orden de Isabel la Católica. Colabora activamente en las series de música de cámara organizadas por el Ateneo de Madrid, del que es socio de número. Estas sesiones se inician el 23 de enero de 1903 y se amplían durante más de dos años.
En 1904, tras la severa crisis que había sufrido la Sociedad de Conciertos de Madrid, es uno de los maestros fundadores de la Orquesta Sinfónica de Madrid, que realiza su primer concierto el 7 de febrero de ese año en el Teatro Real. Refiriéndose a su labor como solista y divulgador, con motivo de su fallecimiento, Anuario del Real Conservatorio (1920) comenta: “La actuación del Sr. Mirecki como concertista fue de la mayor importancia, contribuyendo en la Sociedad de Cuartetos de Madrid a la vulgarización de la música de cámara, en cuyo género tanto se distinguió juntamente con el Exmo. Sr. D. Jesús de Monasterio”.

## Mirecki y Manuel de Falla
Su vida en la última década del siglo XIX y la primera del XX está marcada por la enfermedad, una dolencia pulmonar que le obliga a trasladarse asiduamente al balneario de Panticosa para descansar. Son tiempos difíciles en la familia, con la enfermedad mental de su esposa que tiene que ser incapacitada, pero su casa siempre está llena de músicos, antiguos amigos y jóvenes promesas. Entre ellos destaca un joven andaluz que estudia con su amigo José Tragó y que había obtenido en 1899 el premio de piano: Manuel de Falla. De la misma edad que sus hijos, es un habitual en las tertulias de los Mirecki en los años de su estancia en Madrid. Mirecki introduce al joven compositor en el Ateneo de Madrid, donde estrenaría varias de sus obras. En 1906 promueve infructuosamente el estreno de La vida breve de Falla, pero se encuentra con la oposición de muchos de sus compañeros, por lo que, en 1907 aconseja al compositor, junto a Joaquín Turina, a que se traslade a París, donde tendría más posibilidades de desarrollo artístico. Teniendo noticias de su mala situación económica, le requiere a fin de año para realizar una gira, junto con Antonio Fernández Bordas, por Oviedo, León y Bilbao, que se realiza en los primeros meses de 1908. Mirecki empeora de su enfermedad y se ve obligado a volver a Madrid. Recuperado de la enfermedad, vuelve a plantear a Falla nuevos conciertos, pero su estancia en París los hace imposibles. Así que escribe a su discípulo Luis Amato, en ese momento violonchelista en la Ópera de París y profesor del Conservatorio, quien recibe y ayuda a Falla en su vida parisina. Una vez estrenada La vida breve en París, en 1914 y con gran éxito, le escribe a Falla requiriéndore la partitura de la ópera para tramitar otra vez su estreno en Madrid, pero no lo logra. También le recomienda a Alfred E. Hill, el famoso coleccionista londinense de Stradivarius, para que le facilite su estancia en la capital inglesa a finales de 1914. Ya en España, como accionista del Hotel Ritz de Madrid, le facilita el estreno de varias obras, entre otras, la versión orquestal del Amor brujo (1916).

## La escuela madrileña de violonchelistas
La labor más perdurable que desarrolla Mirecki es la docente. Con más de cuarenta años al frente de la cátedra de violonchelo en el Conservatorio de Madrid, fueron discípulos suyos los principales violonchelistas españoles de la época. La formación de los alumnos se basaba en un método clásico, insistiendo en las posibilidades del movimiento del arco para lograr mayores sonoridades, según las técnicas del belga Adrien François Servais. Según La Crítica (1890), refiriéndose a su técnica violonchelística: “Mirecki daba a su parte más acabada expresión por medio de un mecanismo cuya pulsación indica los grandes estudios que ha hecho en tan difícil instrumento”. Igualmente, la Ilustración Musical Hispano-americana señala: “Es elegante en el decir sin que haya acudido jamás a esos efectos de ejecución, siempre de mal gusto, por medio de los cuales es tan fácil obtener un aplauso: el sonido que hace brotar del su instrumento es admirable, como producido por aquel arco sin igual elogiado por propios y extraños”.
Finalmente, el Anuario del Real Conservatorio (1921), con motivo de su muerte, comenta: “Eminente profesor y admirable artista, verdadero sacerdote de la enseñanza, ha realizado durante cerca de ¡cincuenta años! una enorme labor. La falange numerosa de notables violonchelistas, entre los cuales descuellan algunas celebridades, es obra suya”. En el elenco de sus discípulos aparecen nombres como Agustín Rubio, Luis Sarmiento, Luis Amato, Alejandro Ruiz de Tejada, Alfredo Larrocha, Julia Terzi, José González, su hijo Rafael Mirecki, y, destacando entre todos ellos, Juan Ruiz Casaux, alumno preferido, casado con su hija María Teresa, y que le sucedería en sus puestos en Palacio y en el Conservatorio.